# Epossidazione di Sharpless
L'epossidazione di Sharpless è una reazione enantioselettiva che permette la preparazione di epossialcoli da alcol allilici. Questa procedura è particolarmente importante poiché permette l'introduzione controllata di un nuovo centro stereogenico, e viene per questo utilizzata in molte sintesi di vari prodotti organici.
Il protocollo della reazione prevede l'utilizzo di un catalizzatore, di solito l'isopropossido di titanio, insieme a un enantiomero del dietil tartrato: queste due molecole sono presenti al 5-10% rispetto al reagente, insieme a dei setacci molecolari per rimuovere l'acqua in eccesso. L'agente ossidante è l'idroperossido di terz-butile (TBHP).
La scoperta di questa reazione, assieme ad altri importanti metodi di sintesi asimmetrica come l'omonima  diidrossilazione, valse il premio Nobel per la chimica a Barry Sharpless nel 2001.

## Catalizzatore
La struttura del catalizzatore non è certa ma studi cristallografici a raggi X su composti simili hanno rivelato la formazione di un dimero fra l'isopropossido di titanio e il tartrato.

## Enantioselettività
Lo studio dettagliato del meccanismo di reazione ha prodotto una facile mnemotecnica con cui si può predire la selettività dell'epossidazione di Sharpless. Disegnando un parallelogramma e posizionando l'alchene in direzione nord-sud con l'alcolo nell'angolo di sud-est, l'enantiomero D-(-) del tartrato eseguirà l'epossidazione dall'alto mentre l'enantiomero L-(+) dal basso, come mostrato nel diagramma seguente.